# Britz (Brandenburgia)
Britz – gmina w północno-wschodnich Niemczech, w kraju związkowym Brandenburgia, w powiecie Barnim, siedziba związku gmin Amt Britz-Chorin-Oderberg.

## Toponimia
Nazwa pochodzenia słowiańskiego, z połabskiego breza „brzoza”. Na język polski tłumaczona jako Brześć Zaodrzański, Brzózki.

## Historia
W czasie II wojny światowej, od marca 1942 r. do sierpnia 1943 r., znajdował się tu niemiecki nazistowski obóz pracy przymusowej dla żydowskich mężczyzn.